# Монграндо
Монграндо (итал. Mongrando) — коммуна в Италии, располагается в регионе Пьемонт, в провинции Бьелла.
Население составляет 4021 человек (2008 г.), плотность населения составляет 251 чел./км². Занимает площадь 16 км². Почтовый индекс — 13888. Телефонный код — 015.
Покровительницей коммуны почитается Пресвятая Богородица, празднование 16 июля.

## Демография
Динамика населения:

## Администрация коммуны
- Официальный сайт: http://www.comune.mongrando.bi.it/